# 神田和幸
神田 和幸（かんだ かつゆき、本名：神田哲也、1969年1月15日 - ）は、日本のミュージシャン。

## 人物
東京都杉並区出身。血液型はA型。
マジック・カーペット・ライド、ティラノサウルスなどのバンドで活動していた。その後は、セッションギタリストとして活動している。ZIGGYのボーカリスト・森重樹一のソロアルバムの共同プロデュース（DRINKIN' BLONDZ）では、楽曲提供もしており、森重と「神乃森」としてユニットも組んでいた。また,MARCY（EARTHSHAKER）率いるthe MARCY BANDでは、ギタリストとしても活躍している。the MARCY BANDからは脱退。

## 参加作品

### アルバム
- ZIGGY『HOT LIPS』（1988年、徳間ジャパン）※コーラスで3曲参加
- ZIGGY『SOUND TRAX』（1991年、徳間ジャパン）※コーラスで1曲参加
- ティラノサウルス『LIVE AT GLAMKEN STEIN THEATER』（1992年、ENGINE）
- ティラノサウルス『GIMMICK』（1992年、日本コロムビア）※1曲参加
- 森重樹一 with EXILES『Heart of Gold』（1997年、日本コロムビア）
- NAMIOKA『存在』（1998年、ガウスエンタープライズ／日本コロムビア）※2曲参加
- 森重樹一『BUTTERFLY』（1999年、日本コロムビア）
- the MARCY BAND	『OUR WAY』（2000年、ワイドトレッド）
- any『any』（2000年、ワイドトレッド）
- Gina『カゴノトリ』（2000年、ワーナーインディーズネットワーク）
- the MARCY BAND『悪戯天使』（2001年、ワイドトレッド）
- 横須賀ゆめな『Yumena』（2001年、徳間ジャパンコミュニケーションズ）
- 森重樹一『LOOKING FOR MY PARADISE』（2002年、トライエム／日本クラウン）
- 森重樹一『ROCK & ROLL SiNGER』（2004年、トライエム）
- the MARCY BAND『NAUGHTY MONKEYS』（2006年、フライングハイ）
- the MARCY BAND『digital DX + LIVE!』
- the MARCY BAND『昇天SHOUT』（2010年、SUPER SESSIONS）
- 森重樹一『LOVE A SOUL』（2010年、バウンディ）
- 森重樹一『WIRE SOUL』（2011年、バウンディ）
- 森重樹一『SOUL TO SOUL』（2011年、バウンディ）
- La.mama Cocks『La.mama Cocks』（2017年、garbage records）

### シングル
- 森重樹一with EXILES『SAD..』（1997年、日本コロムビア）
- 森重樹一with EXILES『BLOWIN' FREE』（1998年、日本コロムビア）
- 森重樹一『夜は朝が思う程』（1999年、日本コロムビア）
- 横須賀ゆめな『残酷な太陽』（2001年、徳間ジャパンコミュニケーションズ）

### ビデオ・DVD
- NOBS『ROCK FILE VIDEO VOL.1』（1989年、月刊宝島）
- NOBS『ハッシュ!4』（1990年、Mandrake Root）
- NOBS『ロンドンブーツナイト』（1990年、ENGINE）
- NOBS『GIV 創刊号』（1990年）
- the MARCY BAND『Live Bootleg 09'』（2009年）

## プロデュース
- ZZ+MONKEY『ZZ+MONKEY』（2011年、SUPER SESSIONS）
- Baby Spark『SPARK』（2011年、SUPER SESSIONS）